# اچ‌ام‌اس کوردلیا (۱۸۸۱)
اچ‌ام‌اس کوردلیا (۱۸۸۱) (به انگلیسی: HMS Cordelia (1881)) یک کشتی بود. این کشتی در سال ۱۸۸۱ ساخته شد.